# Aníbal Diniz
Aníbal Diniz (Campo Mourão, 13 de dezembro de 1962) é um historiador, jornalista e político brasileiro. Atualmente, é integrante do Conselho Diretor da Anatel.

## Biografia
Nascido em 13 de dezembro de 1962, na cidade de Campo Mourão, Paraná, é o sétimo de dez filhos do casal de agricultores João Maria Diniz e Querubina de Lourdes Rocha Diniz. Chegou ao Acre em dezembro de 1977, às vésperas de completar 15 anos.
Depois de um ano e meio trabalhando com os pais na zona rural de Rio Branco, transferiu-se para o seminário em Sena Madureira, onde conviveu com os padres Heitor Turrini e Paolino Baldassarri, ícones da defesa da justiça social e dos direitos de índios, seringueiros e população pobre das periferias das cidades. Transferiu-se para Rio Branco em 1981, quando saiu do seminário e iniciou sua militância no PT.
Casado com a socióloga Elisângela Pontes e pai de Janaína Diniz (advogada) e Ana Beatriz Diniz, Aníbal Diniz é graduado em História pela Universidade Federal do Acre (UFAC) e atua no jornalismo acreano desde 1984. Atuou nos jornais O Rio Branco, A Gazeta e Página 20, na Rádio Difusora Acreana, TV Aldeia e TV Gazeta.

## Carreira política
Filiou-se ao diretório do Partido dos Trabalhadores (PT) no Acre em fevereiro de 1985. Foi Assessor de Comunicação da Prefeitura de Rio Branco durante a administração do prefeito Jorge Viana entre 1993 a 1996 e Secretário de Estado de Comunicação de 1999 a 2006 nos dois governos de Jorge Viana, e de 2007 a 2010 no governo Binho Marques.
Nas eleições de 2006 foi indicado 1º suplente do senador Tião Viana para o mandato de fevereiro de 2007 a janeiro de 2015.
Com a eleição do senador Tião Viana a governador do Acre em 3 de outubro de 2010, Aníbal Diniz assumiu a cadeira no Senado em 21 de dezembro de 2010.
Em outubro de 2015, Aníbal Diniz foi nomeado para o Conselho Diretor da Anatel no lugar da vaga do ex-conselheiro Jarbas Valente. Em dezembro de 2017, Aníbal foi nomeado para o cargo de vice-presidente da Anatel.